# 埃德森山
79°50′S 83°39′W / 79.833°S 83.650°W
埃德森山（英語：Edson Hills）是南極洲的山峰，位於埃爾斯沃思地，屬於埃爾斯沃思山脈中赫里蒂奇嶺的一部分，最高點是海拔高度1,615米，現時由南極條約體系管理。